# Complexo Viário Heróis de 1932
O Complexo Viário Heróis de 1932 (mais conhecido como Complexo do Cebolão ou simplesmente Cebolão) é um conjunto formado por pontes e viadutos na região do encontro entre os rios Tietê e Pinheiros, na cidade de São Paulo, Brasil.
O complexo tem por objetivo interligar três importantes vias: a Marginal Tietê, a Marginal Pinheiros e a Rodovia Castelo Branco, garantindo acesso em qualquer uma dessas. Além disso, a região é considerada o "marco zero" para a contagem da quilometragem das duas Marginais.
Foi inaugurado em 9 de julho de 1978, e modernizado em janeiro de 2010.